# بولين بيرود ماغنين
بولين كاميلي بيرود ماغنين (مواليد 17 مارس 1992) هي لاعبة كرة قدم فرنسية محترفة تلعب كحارس مرمى لنادي الدوري الإسباني أتلتيكو مدريد ومنتخب فرنسا.

## روابط خارجية
- بولين بيرود ماغنين على موقع الاتحاد الدولي (مؤرشف)  (الإنجليزية)
- بولين بيرود ماغنين على موقع الاتحاد الأوربي (الإنجليزية)
- بولين بيرود ماغنين على موقع قاعدة بيانات كرة القدم.إي يو (الإنجليزية)
- بولين بيرود ماغنين على موقع ليكيب (الفرنسية)
- بولين بيرود ماغنين على موقع Soccerway.com (الإنجليزية)